# بوبي باور
بوبي باور (بالإنجليزية: Bobby Bauer)‏ (و. 1915 – 1964 م) هو لاعب هوكي الجليد كندي، ولد في واترلو، مركز لعبه هو جناح ‏، توفي في كيتشنر، أونتاريو، عن عمر يناهز 49 عاماً.
.

## جوائز
حصل على جوائز منها:
- كأس ستانلي.

## روابط خارجية
- بوبي باور على موقع دوري الهوكي الوطني (الإنجليزية)
- بوبي باور على موقع EliteProspects.com (الإنجليزية)
- بوبي باور على موقع HockeyDB.com (الإنجليزية)
- بوبي باور على موقع Hockey-Reference.com (الإنجليزية)